# لوژیتسه (ناحیه اولومووتس)
لوژیتسه (به چکی: Lužice) یک منطقهٔ مسکونی در جمهوری چک است که در ناحیه اولومووتس واقع شده‌است.
 لوژیتسه ۵٫۱۴ کیلومتر مربع مساحت و ۳۴۶ نفر جمعیت دارد و ۲۴۲ متر بالاتر از سطح دریا واقع شده‌است.